# Eisack
Der Eisack (italienisch Isarco, ladinisch Isarch, lateinisch Isarcus) ist der zweitlängste Fluss Südtirols, sein Einzugsgebiet beträgt etwa 4200 km². Er entspringt südlich des Sattelbergs in den Stubaier Alpen in einer Höhe von 2039 m s.l.m. und erreicht über die Steilstufe des Eisackfalls die Passhöhe des Brenners. Von dort fließt er zunächst durch das südliche Wipptal; ab der Franzensfeste ist das Eisacktal nach dem Fluss benannt. Bei Bozen erreicht der Eisack schließlich das Etschtal, wo er nach ca. 100 km Wegstrecke in die weniger Wasser führende Etsch mündet.
Größere Ortschaften entlang des Eisack sind, abgesehen von Bozen, Sterzing, Brixen und Klausen. Am Oberlauf des Eisack wird Rafting betrieben.

## Namensherkunft

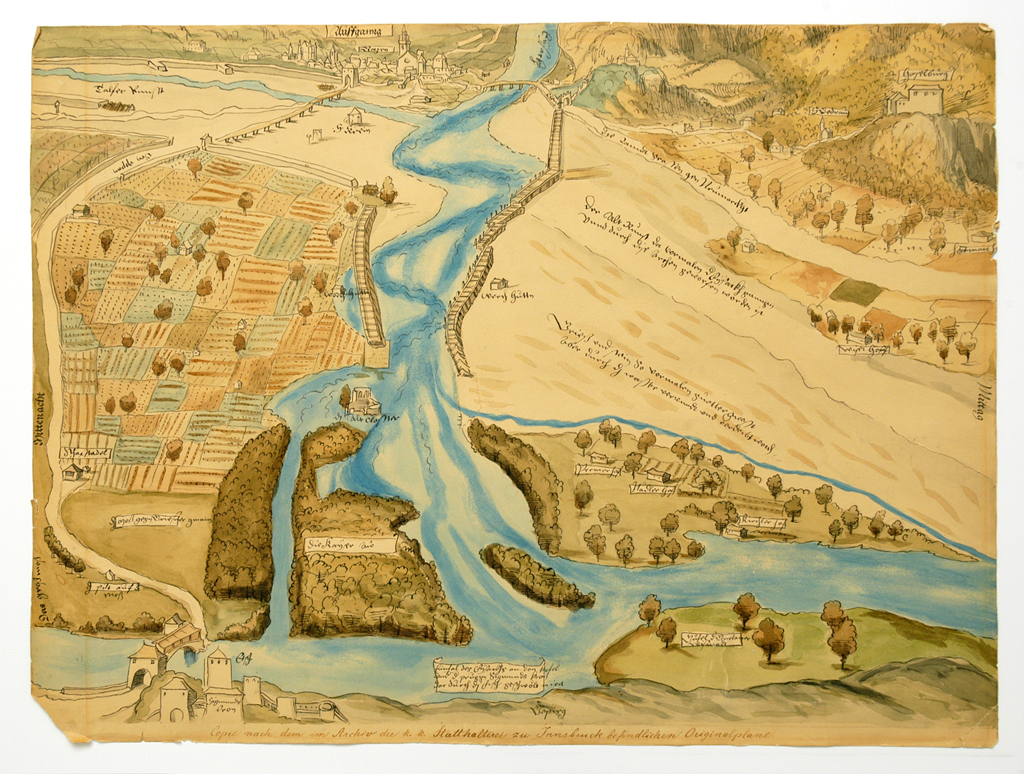
Überschwemmung von Bozen im Jahr 1541 (Zeichnung des Bürgermeisters Leonhard Hörtmair): mittig der mäandrierende Eisack, ganz oben die alte Eisackbrücke

Der Flussname wird das erste Mal von Strabon im 1. Jh. n. Chr. verschriftlicht, als er im vierten Buch der Geographia vom Ἰσάρας (Isaras) berichtet, der sich mit dem Ἄταγις (Atagis, Etsch) vereint. Zudem ist durch die Inschrift am Tropaeum Alpium der Name des Stammes der Isarci überliefert, deren Siedlungsgebiete wohl im Bereich des Flusses waren.
Laut Egon Kühebacher ist der Name des Flusses auf die indogermanische Wurzel *is in der Bedeutung „schnell, reißend“ zurückzuführen (vgl. etwa Isar, Iser, Isère), die im Deutschen im 12. Jahrhundert zu ei diphthongiert wurde. Albrecht Greule geht davon aus, dass der ursprüngliche Name lediglich Isar gewesen war und sich der Stammesname der Isarken auf den Fluss übertragen habe.

## Zuflüsse
Der größte Zufluss ist die ihn an Wasserführung übertreffende Rienz, mit der sich der Eisack in Brixen vereinigt; weitere bedeutende Zuflüsse sind die Talfer aus dem Sarntal, der Ridnauner Bach, Pflerscher Bach, Pfitscher Bach, Villnößer Bach, Grödner Bach, Tierser Bach und der Eggentaler Bach.

## Geschichte
Der Eisack sorgte in früheren Jahrhunderten immer wieder für erhebliche Überschwemmungen des Stadtgebietes von Bozen. Eine solche Inundation ist in der ersten bekannten Stadtansicht von 1541 festgehalten, die der damalige Bürgermeister Leonhard Hörtmair für die Innsbrucker Regierung anfertigte, um die erheblichen Schäden an den Schutzbauten zu dokumentieren und entsprechende Hilfsgelder einzufordern. Von historischer Bedeutung war die seit dem Hochmittelalter bezeugte Bozner Eisackbrücke. Als hölzerne Jochbrücke errichtet, überquerte sie den Fluss südlich der Altstadt Richtung Virglfuß und war ein Nadelöhr sowohl des inneralpinen Verkehrs wie der überregionalen Verbindung über den Brennerpass. Aufschlussreich sind zwei Weistümer der Brücke von 1239 und 1272, die im Detail die Erhaltung der Brücke regeln und als Brückenvogt den Grafen von Tirol nennen. Im Jahr 1297 ist ein eigener procurator oder verweser der Eysackhpruckhen bey Botzen) bezeugt, an den öffentliche Abgaben zu entrichten waren. Der im frühen 16. Jahrhundert als Zöllner am Eisack amtierende Bozener Schreiber Hans Ried fertigte im Auftrag König Maximilians I. in den Jahren 1504–1516 das Ambraser Heldenbuch an.
Im 19. Jahrhundert wurde die alte Eisackbrücke durch die jüngere Loretobrücke und die Eisenbahnbrücke ersetzt.

## Brücken (Auswahl)
Unterhalb von Klausen überqueren kurz nacheinander drei gedeckte Brücken den Eisack: die Törggelebrücke, die Atzwanger Brücke und die Steger Brücke.

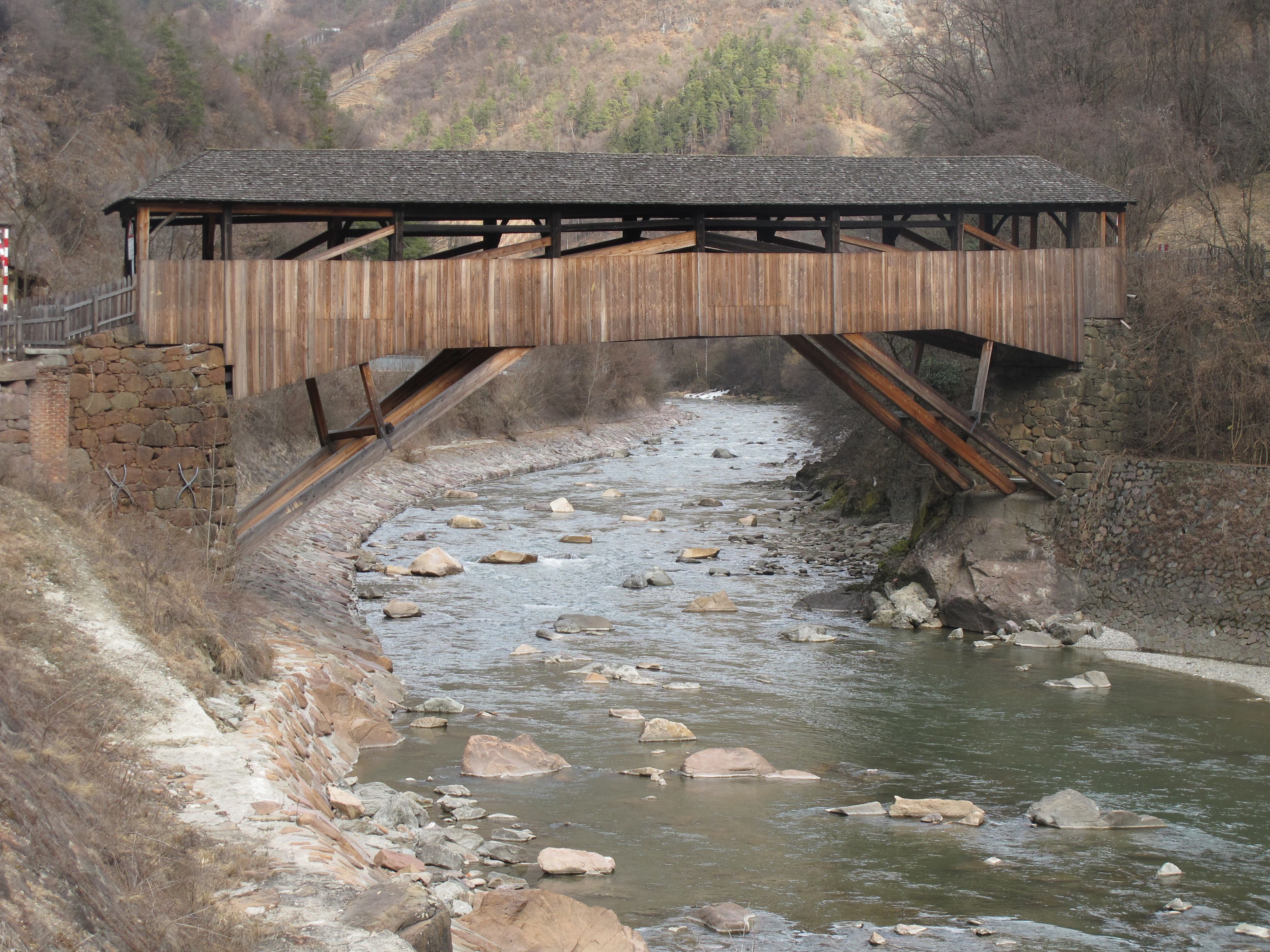
Törggelebrücke
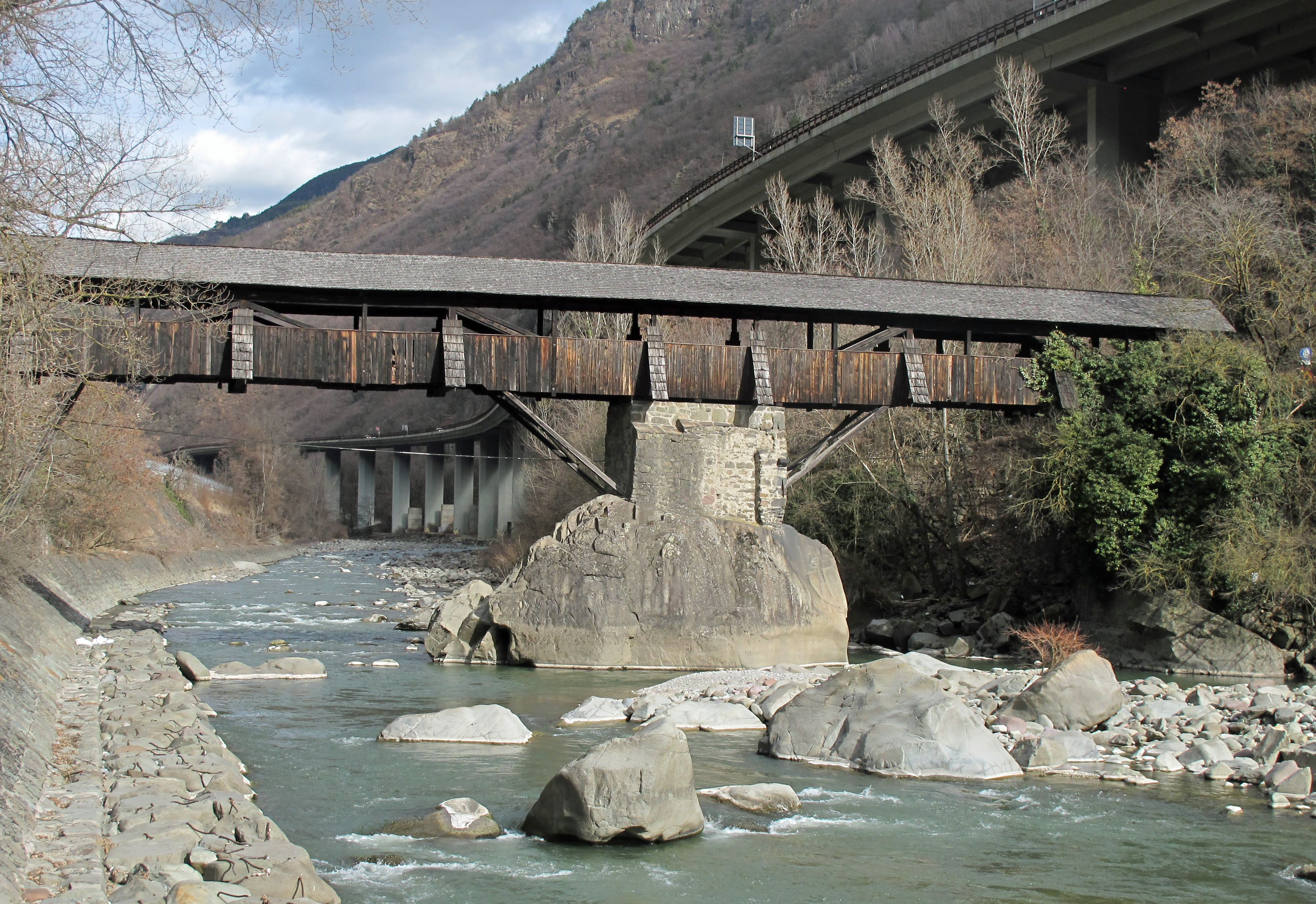
Atzwanger Brücke
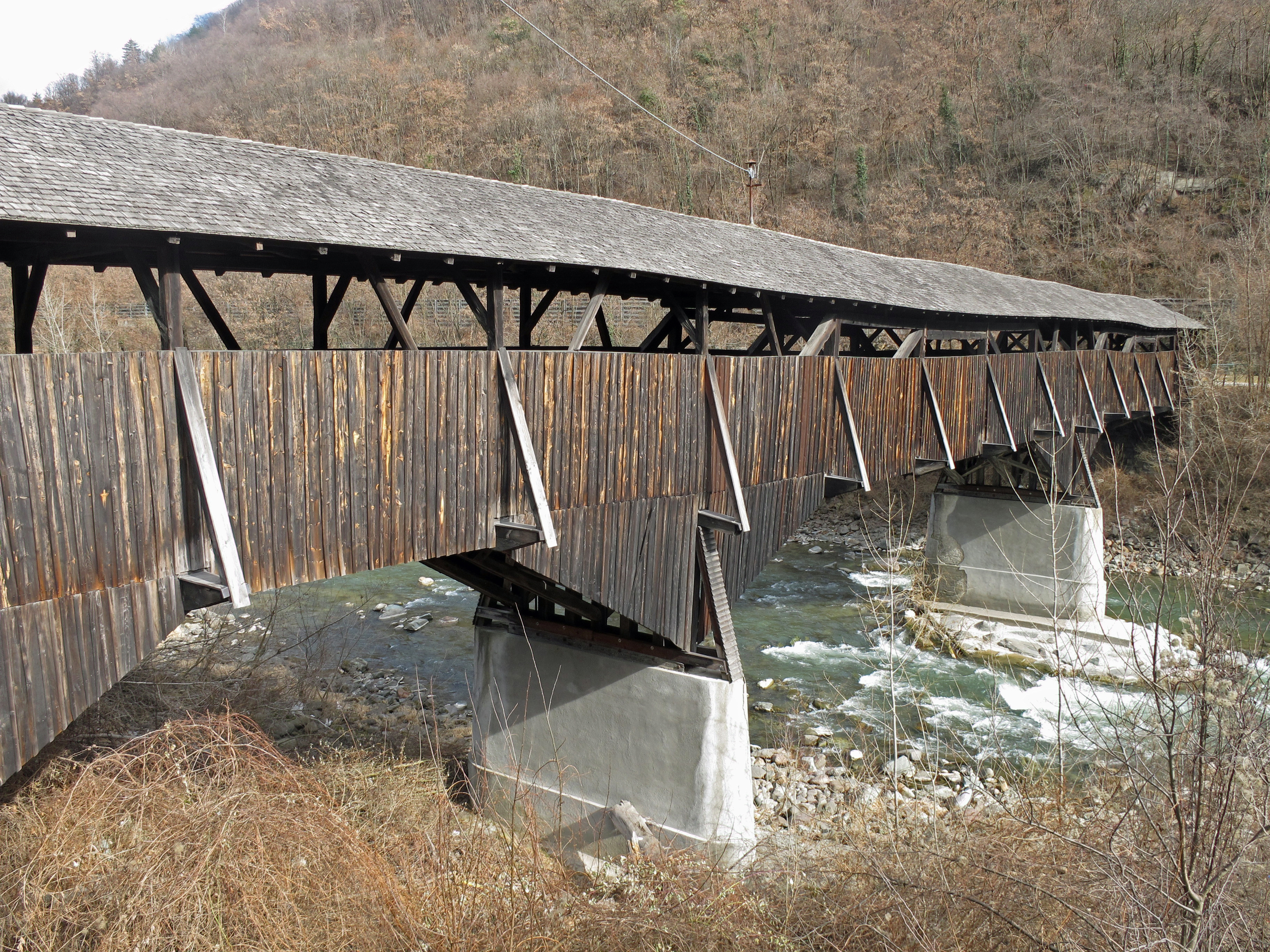
Steger Brücke

## Stromerzeugung
Bei Franzensfeste (siehe Franzensfester Stausee), Klausen und Waidbruck wird der Fluss für die Stromerzeugung gestaut und teilweise, so in das Wasserkraftwerk Kardaun, abgeleitet.